# Daniel Ahumada
Daniel Ahumada (2 februari 1960) is een voormalig profvoetballer uit Chili, die voornamelijk speelde als rechtervleugelverdediger gedurende zijn carrière. Hij kwam onder meer uit voor Club Deportivo Huachipato.

## Interlandcarrière
Ahumada speelde vier duels voor Chili bij de Olympische Spelen (1984) in Los Angeles. Daar werd de ploeg in de kwartfinales uitgeschakeld door Italië (1-0). Hij kwam in totaal tot vier officiële A-interlands voor zijn vaderland en maakte zijn debuut op 13 september 1988 in de vriendschappelijke thuiswedstrijd tegen Ecuador (3-1).